# Cratere de Beausoleil
de Beausoleil  è un cratere sulla superficie di Venere. Deve il suo nome all'ingegnera francese Martine Bertereau, baronessa di Beausoleil.